# ホストの女房
『ホストの女房』は、2009年9月4日にフジテレビの「金曜プレステージ」で放映されたテレビドラマ。
原作は愛田朱美（愛田観光社長・愛田武の妻）の同名の自伝。

## 概要
- 愛田武の夫人である愛田朱美の、出会い・愛・夢への疾走・奮闘を描いている。
- ドラマの収録は2008年に行われており、当初2009年初頭に放送される予定だったが、ちょうど時期的にいわゆる「リーマン・ショック」以降急激に日本国内の景気が悪化した時期にぶつかってしまい「題材が視聴者の反感を招きかねない」との理由で放送が延期されていた[1]。またその後もホスト絡みの事件が頻発したことから、近年コンプライアンス遵守を強く意識しているフジテレビ側では、一時放送中止・お蔵入りも検討していたという[2]。
- 黒木瞳は一部週刊誌で一時期ホストクラブで豪遊との報道をされたが、行き先が愛本店であった為、このドラマの取材目的であったと思われる。

## キャスト
- 愛田 朱美 - 黒木瞳
- 愛田 武 - 寺島進
- 藤崎 和範 - 佐野史郎
- 菊池 祥子 - 渡辺典子
- 成海 庄治 - 半海一晃
- 高畠 耀子 - 前田美波里
- 藤崎 多恵子 - 中田喜子
- 藤崎 貞三（朱美の父・建築家） - 竜雷太
- 草村礼子、川久保拓司、松永玲子、小林すすむ、ふせえり、山田明郷、佐藤恒治、國本鍾建、田宮五郎、水谷あつし、青木和代、真野裕子、野元学二、斉木のか　ほか

## スタッフ
- 協力 - 愛田観光株式会社
- 脚本 - 坂上かつえ
- 監督 - 小林大策、崎田憲一
- 音楽 - 梅堀淳
- エンディングテーマ - Love「Two Hearts」
- 撮影 - さのてつろう
- CG - ナイス・デー
- 技斗 - 久世浩（久世七曜会）
- 撮影協力 - わたらせフィルムコミッション、桐生市、桐生市消防本部　ほか
- 資料協力 - 新宿区立新宿歴史博物館
- 技術協力 - アップサイド
- 美術協力 - KHKアート
- 編集・MA - ブル
- 企画制作協力 - 大槻歩
- 企画 - 大辻健一郎（フジテレビ）、後藤博幸（フジテレビ）
- プロデューサー - 伊藤由彦（国際放映）
- 制作 - フジテレビ、国際放映